# Orthosia juncta
Orthosia juncta là một loài bướm đêm trong họ Noctuidae.